# Ophiomyia perversa
Ophiomyia perversa är en tvåvingeart som beskrevs av Spencer 1965. Ophiomyia perversa ingår i släktet Ophiomyia och familjen minerarflugor. Inga underarter finns listade i Catalogue of Life.